# Weng (Fahrenzhausen)
Weng ist ein Gemeindeteil der Gemeinde Fahrenzhausen im oberbayerischen Landkreis Freising in Bayern.

## Geographie
Das Kirchdorf an der Amper liegt rund eineinhalb Kilometer nördlich von Fahrenzhausen.

## Geschichte
Die erste urkundliche Nennung Wengs erfolgte im Jahr 864, als Bischof Anno mit dem Grafen Cotascalc verschiedenen Grundbesitz zu Hetzenhausen und ''Uuengia'' tauschte. Bis 1803 gehörte der Ort zur Herrschaft Massenhausen des Hochstifts Freising. Im Zuge der Gemeindebildung im Königreich Bayern nach dem Zweiten Gemeindeedikt kam der Ort 1818 zur Landgemeinde Großnöbach. Im Jahr 1909 wurde ein Wasserkraftwerk an der Amper erbaut. Am 1. Juli 1972 verlor Großnöbach den Status als selbständige Gemeinde und wurde nach Fahrenzhausen eingemeindet.

## Sehenswürdigkeiten

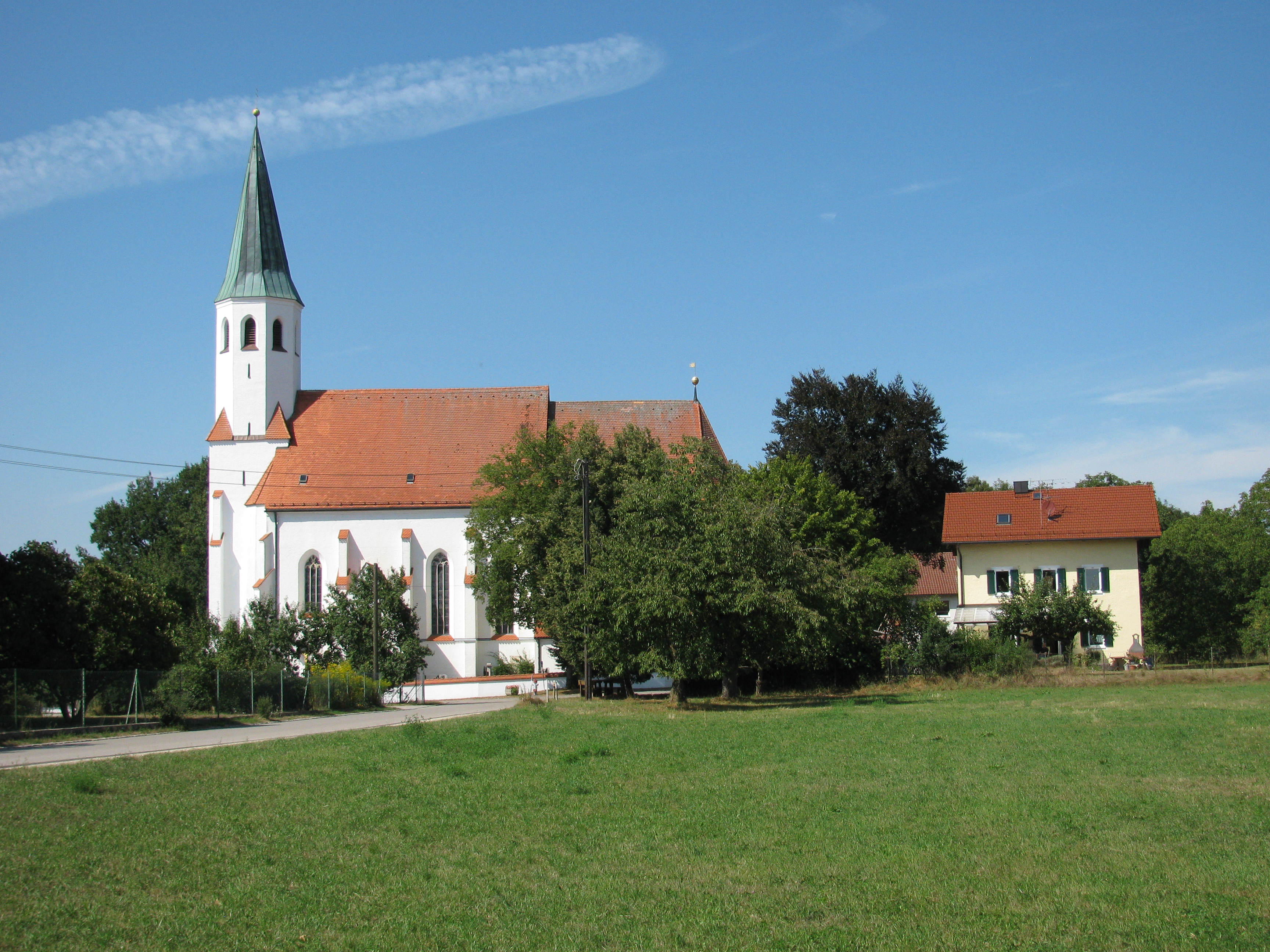
Kirche St. Georg

- Katholische Filialkirche St. Georg, spätgotischer Saalbau